# Savino Giuseppe Vania
Savino Giuseppe Vania (San Ferdinando di Puglia, 15 novembre 1915 – Roma, 21 settembre 2002) è stato un politico italiano.

## Biografia
Il 15 novembre 1915 nasce a San Ferdinando di Puglia Savino Giuseppe Vania, da Angelo e da Lucia Stella, una donna originaria di Poggio Imperiale, cui "Sabino" - come verrà chiamato fin da piccolo - sarà legato da un profondissimo affetto. Laureato in giurisprudenza, è stato sindaco di San Ferdinando di Puglia, presidente della provincia di Foggia, deputato (VI Legislatura Camera) e senatore (VII Legislatura Senato).
Durante la Legislatura, eletto con il gruppo comunista, ha fatto parte della IV Commissione permanente della Difesa, dal 27 luglio 1976 al 19 giugno 1979, la "Commissione parlamentare d'inchiesta e di studio sulle commesse di armi e mezzi ad uso militare e sugli approvvigionamenti".